# Tour der englischen Rugby-Union-Nationalmannschaft nach Australien 1975
| Tour der Engländer nach Australien 1975 | Tour der Engländer nach Australien 1975 | Tour der Engländer nach Australien 1975 | Tour der Engländer nach Australien 1975 | Tour der Engländer nach Australien 1975 |
| Übersicht                               | S                                       | G                                       | U                                       | N                                       |
| --------------------------------------- | --------------------------------------- | --------------------------------------- | --------------------------------------- | --------------------------------------- |
| Test Matches                            | 2                                       | 0                                       | 0                                       | 2                                       |
| Sonstige Spiele                         | 6                                       | 4                                       | 0                                       | 2                                       |
| Gesamt                                  | 8                                       | 4                                       | 0                                       | 4                                       |
|                                         |                                         |                                         |                                         |                                         |
| Australien                              | 2                                       | 0                                       | 0                                       | 2                                       |

Die Tour der englischen Rugby-Union-Nationalmannschaft nach Australien 1975 umfasste eine Reihe von Freundschaftsspielen der englischen Rugby-Union-Nationalmannschaft. Sie reiste im Mai und Juni 1975 durch Australien und bestritt während dieser Zeit acht Spiele. Insgesamt war die Bilanz enttäuschend. Die Engländer verloren beide Test Matches gegen die australischen Wallabies, in den übrigen Spielen gegen regionale Auswahlteams resultierten vier Siege und zwei Niederlagen.

## Spielplan
- Hintergrundfarbe grün = Sieg
- Hintergrundfarbe rot = Niederlage

(Test Matches sind grau unterlegt; Ergebnisse aus der Sicht Englands)
| # | Datum         | Gegner                     | Ort           | Stadion                   | Ergebnis |
| - | ------------- | -------------------------- | ------------- | ------------------------- | -------- |
| 1 | 10. Mai 1975  | Western Australia          | Perth         | Perry Lakes Stadium       | 64:12    |
| 2 | 13. Mai 1975  | Sydney Rugby Union         | Sydney        | Sydney Sports Ground      | 10:14    |
| 3 | 17. Mai 1975  | New South Wales Waratahs   | Sydney        | Sydney Sports Ground      | 29:24    |
| 4 | 20. Mai 1975  | New South Wales Country XV | Workers Arena | Goulburn                  | 13:14    |
| 5 | 24. Mai 1975  | Australien                 | Sydney        | Sydney Cricket Ground     | 9:16     |
| 6 | 27. Mai 1975  | Queensland Reds            | Brisbane      | Ballymore Stadium         | 29:3     |
| 7 | 31. Mai 1975  | Australien                 | Brisbane      | Ballymore Stadium         | 21:30    |
| 8 | 03. Juni 1975 | Queensland Country         | Townsville    | Townsville Sports Reserve | 42:6     |

## Test Matches
| 24. Mai 1975 15:00 AEST | Australien                                                     | 16 : 9        | England                                                  | Sydney Cricket Ground, Sydney Zuschauer: 31.247 Schiedsrichter: Bob Burnett (Australien) |
| 24. Mai 1975 15:00 AEST | Versuche: Loane Straftritte: Brown (2) Dropgoals: Brown Wright | (7:6) Bericht | Versuche: Squires Erhöhungen: Butler Straftritte: Butler | Sydney Cricket Ground, Sydney Zuschauer: 31.247 Schiedsrichter: Bob Burnett (Australien) |

Aufstellungen:
- Australien: Bob Brown, Garrick Fay, Steve Finnane, John Hipwell, Peter Horton, Mark Loane, Stuart MacDougall, Laurie Monaghan, Douglas Osborne, Ray Price, Geoff Shaw, Tony Shaw, Reginald Smith, John Weatherstone, Ken Wright
- England: Neil Bennett, Mike Burton, Peter Butler, Jeremy Janion, Peter Kingston, Neil Mantell, Andy Maxwell, Alan Morley, Tony Neary , Barry Nelmes, John Pullin, Andy Ripley, Dave Rollitt, Peter Squires, Roger Uttley 
 Auswechselspieler: Bill Beaumont, Alan Wordsworth

| 31. Mai 1975 15:00 AEST | Australien                                                                                         | 30 : 21        | England                                                           | Ballymore Stadium, Brisbane Zuschauer: 12.000 Schiedsrichter: Bob Burnett (Australien) |
| 31. Mai 1975 15:00 AEST | Versuche: Fay Monaghan Price Smith Weatherstone Erhöhungen: Brown Wright Straftritte: Brown Wright | (9:15) Bericht | Versuche: Squires Uttley Erhöhungen: Old (2) Straftritte: Old (3) | Ballymore Stadium, Brisbane Zuschauer: 12.000 Schiedsrichter: Bob Burnett (Australien) |

Aufstellungen:
- Australien: Bob Brown, Garrick Fay, Ron Graham, John Hipwell, Peter Horton, Mark Loane, Stuart MacDougall, Laurie Monaghan, Douglas Osborne, Ray Price, Geoff Shaw, Tony Shaw, Reginald Smith, John Weatherstone, Ken Wright
- England: Bill Beaumont, Mike Burton, Alastair Hignell, Jeremy Janion, Peter Kingston, Alan Morley, Barry Nelmes, Alan Old, Peter Preece, John Pullin , Andy Ripley, Dave Rollitt, Peter Squires, Roger Uttley, Rob Wilkinson

## Kader

### Management
- Tourmanager: Alec Lewis
- Managerassistent: John Burgess
- Kapitän: Tony Neary

### Spieler
| Spieler          | Position         | Mannschaft                |
| ---------------- | ---------------- | ------------------------- |
| Brian Ashton     | Halbspieler      | Orrell RUFC               |
| Neil Bennett     | Halbspieler      | Bedford Blues             |
| Peter Kingston   | Halbspieler      | Gloucester RFC            |
| Andy Maxwell     | Halbspieler      | New Brighton FC           |
| Alan Old         | Halbspieler      | Middlesbrough RUFC        |
| Ian Orum         | Halbspieler      | Roundhay RFC              |
| Jeremy Janion    | Dreiviertelreihe | Richmond FC               |
| Alan Morley      | Dreiviertelreihe | Bristol FC                |
| Peter Preece     | Dreiviertelreihe | Coventry RFC              |
| Keith Smith      | Dreiviertelreihe | Roundhay RFC              |
| Peter Squires    | Dreiviertelreihe | Harrogate RUFC            |
| Alan Wordsworth  | Dreiviertelreihe | Cambridge University RUFC |
| Derek Wyatt      | Dreiviertelreihe | Bedford Blues             |
| Peter Butler     | Schlussmann      | Gloucester RFC            |
| Alastair Hignell | Schlussmann      | Cambridge University RUFC |

| Spieler       | Position | Mannschaft          |
| ------------- | -------- | ------------------- |
| Bill Beaumont | Stürmer  | Fylde RFC           |
| Phil Blakeway | Stürmer  | Gloucester RFC      |
| Mike Burton   | Stürmer  | Gloucester RFC      |
| Steve Callum  | Stürmer  | Upper Clapton RFC   |
| Fran Cotton   | Stürmer  | Coventry RFC        |
| Peter Dixon   | Stürmer  | Gosforth RFC        |
| Neil Mantell  | Stürmer  | Rosslyn Park FC     |
| Tony Neary    | Stürmer  | Broughton Park RUFC |
| Barry Nelmes  | Stürmer  | Cardiff RFC         |
| John Pullin   | Stürmer  | Bristol FC          |
| Jon Raphael   | Stürmer  | Northampton Saints  |
| Andy Ripley   | Stürmer  | Rosslyn Park FC     |
| Dave Rollitt  | Stürmer  | Bristol FC          |
| Roger Uttley  | Stürmer  | Gosforth RFC        |
| Bob Wilkinson | Stürmer  | Bedford Blues       |